# Pascale Marthine Tayou

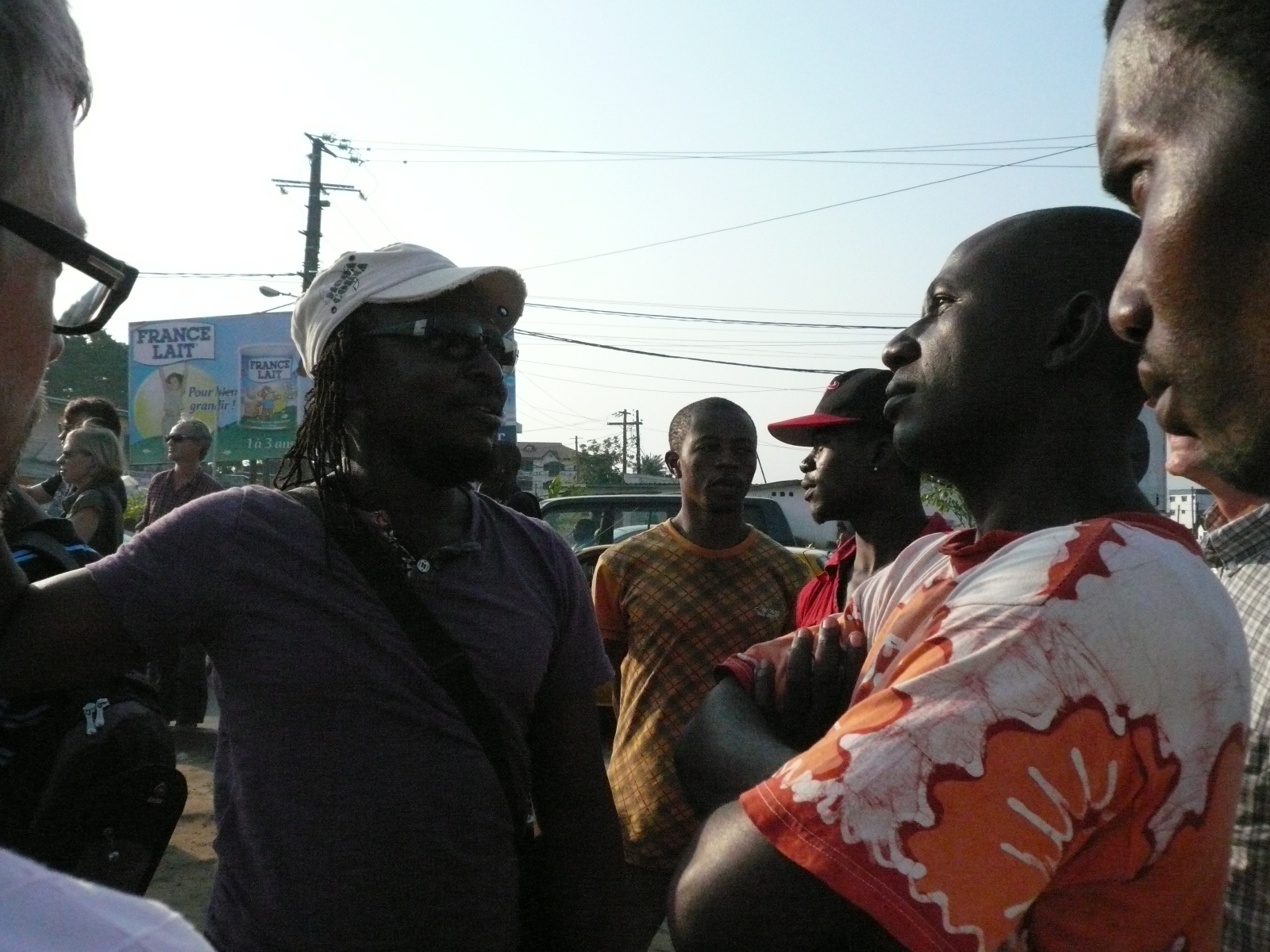
Pascale Marthine Tayou

Pascale Marthine Tayou (* 1967 in Yaoundé) ist ein bildender Künstler aus Kamerun.
Nach Aufenthalten in Stockholm und Paris lebt und arbeitet er jetzt in Gent (Belgien).
Tayou gehört zu der Gruppe afrikanischer Künstler, die postkoloniale Kultur neu definieren und Erfahrungen ihrer Herkunft mit denen von Europa vermengen.
Seine Arbeit ist sehr vielfältig und besteht aus Zeichnungen, Skulpturen, Installationen, Videos und Performances. Er beschäftigt sich mit Themen wie der Herkunft seiner Familie, seiner nomadische Existenz zwischen seinen afrikanischen Wurzeln und seinem Leben in Kamerun. Seine Arbeit fühlt sich an wie ein Tagebuch. Er wirft Fragen hinsichtlich der kulturellen und nationalen Identität auf sowie die von existentiellen Themen wie AIDS oder die Komplexität des städtischen Lebens.
Die tiefen Arbeiten untersuchen die Durchlässigkeit von Grenzen: Er sucht nach einer Definition von sich selbst, untersucht den Charakter durch seine persönliche Geschichte und sozialen Kontakte, sowie gleichzeitig die Aspekte der Wirtschaft und der Migration.
Obwohl noch ein junger Künstler, genießt Pascal Marthine Tayou bereits internationalen Ruf. Seine Arbeiten wurden auf der Documenta 11 in Kassel und der 2009 auf der Biennale von Venedig ausgestellt, sowie auf wichtigen Ausstellungen in Gent und Paris. Rendez-vous im MARTa Herford war Tayous erste große Ausstellung in Deutschland.